# Francisco Javier Díez
Francisco Javier Díez Valentín (Villanubla, Provincia de Valladolid, España, 16 de diciembre de 1955) es un exfutbolista español que se desempeñaba como delantero.

## Clubes
- INFORMACIÓN:[2].

| Club                      | País          | Año           | Partidos | Goles |
| ------------------------- | ------------- | ------------- | -------- | ----- |
| Real Valladolid Deportivo | España        | 1974-1978     | 97       | 18    |
| R. C. D. Español          | España        | 1978-1980     | 39       | 3     |
| Rayo Vallecano (cedido)   | España        | 1980-1981     | 29       | 6     |
| R. C. D. Español          | España        | 1981-1982     | 3        | 0     |
| Real Valladolid Deportivo | España        | 1982-1984     | 48       | 5     |
| Palencia C. F.            | España        | 1984-1986     | 48       | 2     |
| Total carrera             | Total carrera | Total carrera | 264      | 34    |

## Palmarés

### Campeonatos nacionales
| Título          | Club                      | País                | Año  |
| --------------- | ------------------------- | ------------------- | ---- |
| Copa de la Liga | Real Valladolid Deportivo | Madrid y Valladolid | 1984 |